# Список людей, які загинули під час сходження на Еверест

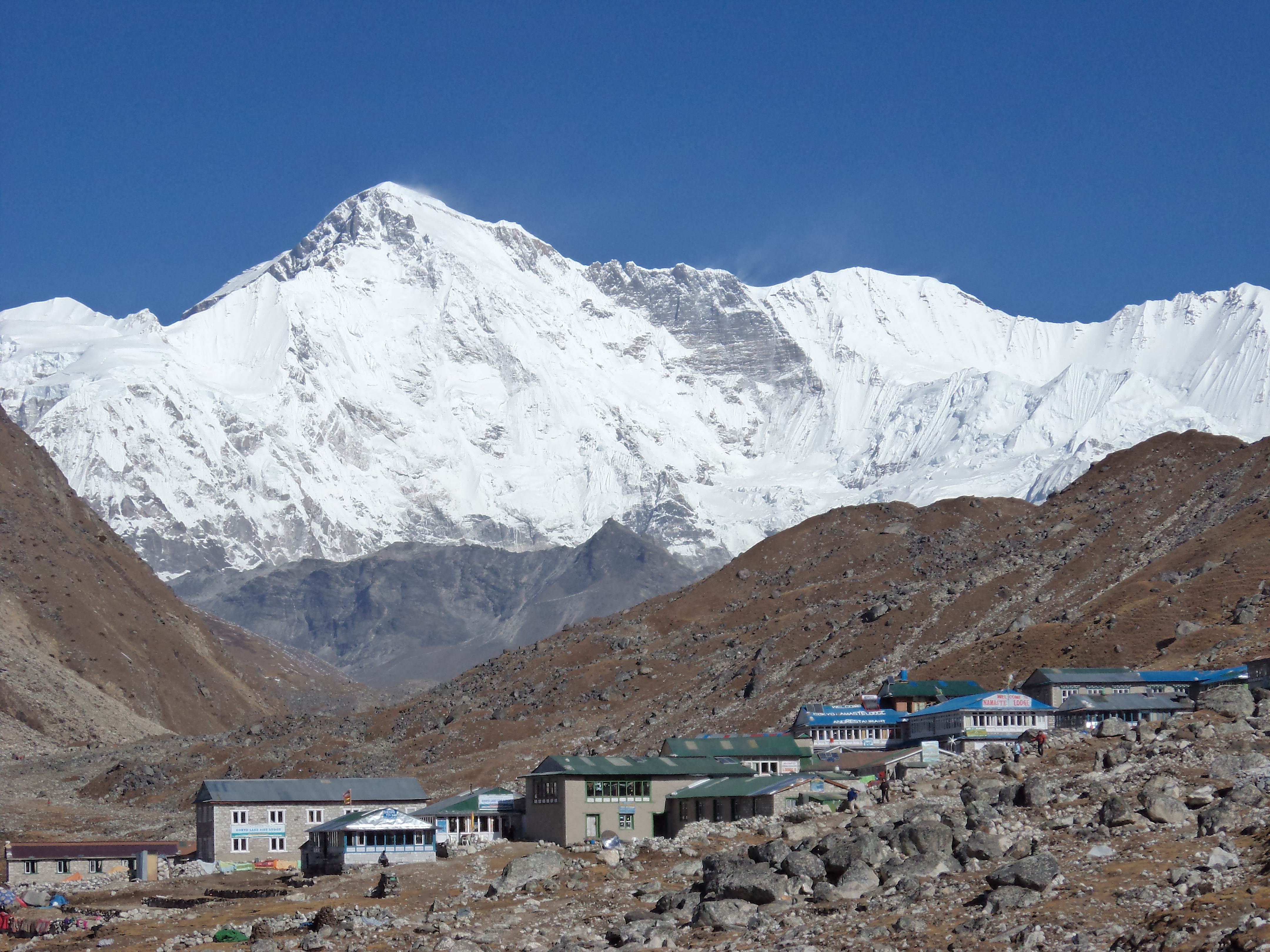

Найвища у світі гора Джомолунгма, або Еверест (8848 м н.р.м.) була й залишається бажаною метою чи не для всіх альпіністів. Але за відому історію підкорення цієї вершини більше 250 людей загинули при спробах сходження. Більшість цих смертей була пов'язана з лавинами, падіннями з висоти, обвалами льоду, а також різними розладами здоров'я, спричиненими перебуванням у високогірних умовах.
Не всі тіла загиблих виявили. Причини та обставини смерті деяких з них так і залишилися невідомими. Але й серед знайдених тіл більшість, як і раніше, залишається на горі.
Верхня частина Евересту розташована у так званій «зоні смерті» — альпіністський термін, яким позначають висоти від приблизно  8000 м н.р.м. і вище, або висоти, на яких атмосферний тиск нижче  35,6 кПа (267 мм рт. ст.), і рівень кисню в повітрі недостатній для підтримки життя людини. Багато смертельних випадків серед високогірних альпіністів пов'язані з упливом зони смерті: як прямим (втратою життєвих функцій організму), так і непрямим (неправильними рішеннями, прийнятими під впливом стресу або фізичного виснаження, які призвели до трагічних наслідків).
На відміну від менших висот над рівнем моря, де людина ще може адаптуватися, акліматизуватися в зоні смерті, як правило, неможливо, тому що там організм швидше витрачає кисень, ніж поповнює потребу через подих. Тому тривале перебування там без кисневих приладів призводить до розладів різних функцій організму, втрати свідомості, і в кінцевому результаті — смерті.

## Історія

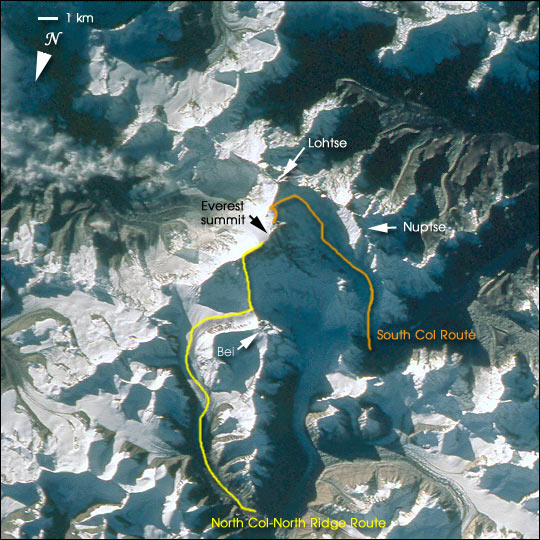
На супутниковій світлині Евересту показано звичайні маршрути сходження на його вершину: північний (жовтий) і південний (помаранчевий). Ця світлина не орієнтована північчю наверх, як географічні карти й аерофотознімки

Найбільш популярні маршрути сходжувачів на Еверест — з Південного сідла (непальська сторона) і з Північного сідла (Тибетська (Китайська) сторона гори).
Першим достовірно зафіксованим випадком смерті людей на найвищій горі стала загибель під лавиною семи носильників британської експедиції 1922. Присутній при цьому Джордж Меллорі звинувачував себе в тому, що трапилося. Правда, роком раніше в розвідувальній експедиції, було відзначено дві смерті: невідомого носія і вченого Александра Келласа в результаті серцевого нападу. Але обидва ці випадки сталися ще на шляху до Джомолунгми, і незрозуміло, чи можна їх віднести до загиблих при спробі сходження на цю гору.
Небезпечна для новачків, ця гора часом не щадить і найдосвідченіших. Серед них: Бабу Чірі Шерпа, який десять разів піднімався на найвищу вершину світу, в 1999 р. провів на вершині понад 20 годин поспіль. Він установив і інші світові рекорди: зійшов на вершину двічі за два тижні і дійшов від базового табору до вершини за рекордно короткий час — 16 годин 56 хвилин. Але в 2001 р. Бабу Чірі загинув у результаті падіння недалеко від  Табору II. Досвідчений провідник Роб Голл загинув на Евересті в 1996 р. незабаром після того, як став першим не-шерпом, що підкорив вершину п'ять разів.
Сумнозвісна трагедія на Евересті 1996 року забрала життя одразу вісьмох учасників сходження, а за весь сезон загинуло 15 осіб — той рік залишався найбільш смертоносним в історії сходжень на Еверест аж до весни 2014 р.. Тіло одного з них — індійського прикордонника Цеванга Палжора — залишилося на висоті 8500 м на північному маршруті сходження; місце його загибелі отримало неформальну назву «Зелені Черевики».
Та трагедія набула широкого розголосу, про неї були навіть написані книги: «У розрідженому повітрі» Дж. Кракауера і  Сходження   А. Н. Букрєєва. Обидві ці книги написано альпіністами, які були під час подій на Джомолунгмі, але висловлюють точки зору, що різко суперечать одна одній.
Якщо брати до уваги відносне число загиблих, то, як не дивно, 1996 рік виявляється одним із найбезпечніших для учасників сходжень на Еверест: у попередні роки в середньому гинула одна з чотирьох осіб, які намагалися вийти на вершину, а в 1996 році кількість бажаючих туди потрапити настільки збільшилася, що тільки один з семи не повернувся з Джомолунгми. Більш сприятливим можна вважати 1956 рік, коли не було взагалі жодного загиблого при сходженні на Еверест — при тому, що було 39 експедицій і 4 успішні сходження.
Інший відомий інцидент стався в 1998 р., коли американка Френсіс Арсентьєв і її чоловік Сергій Арсентьєв опинилися в різних місцях і обоє загинули, намагаючись знайти одне одного. Замерзле тіло Френсіс пролежало дев'ять років неподалік від головного маршруту сходження, поки альпініст Айан Вудолл, який очолював пошукову експедицію, не виявив його.
Ще одна трагедія (поки не підтверджена достовірно) сталася з радянською експедицією на північному схилі Евересту в 1952 р. Після перемоги в Чамдоській операції влада КНР встановила контроль над регіоном і строго обмежила доступ туди іноземним туристам, особливо з країн Заходу. Але деяким радянським альпіністам китайська влада дозволяла сходження; вона ж повідомила про виявлення радянської експедиції, що вже перебуває поблизу гори в 1952 р. Експедиція, якою, ймовірно, керував Павло Дачнолян (Pavel Datschnolian), закінчилася смертю самого Дачноляна і ще п'ятьох чоловіків. Але потім і радянська, і китайська влада довго заперечували цей інцидент. Не було знайдено ані матеріальних слідів існування тої експедиції, ані будь-яких записів чи документів щодо людини на ім'я Павло Дачнолян.
Через те, що спуск трупів з такої висоти пов'язаний з багатьма труднощами і небезпеками, більшість тіл загиблих на Евересті альпіністів продовжують лежати там, де вони померли або куди вони впали; деякі тіла зносить вітром або льодом в інше місце. Так, двоє непальських альпіністів загинули 24 жовтня 1984 р. при спробі витягти тіло німецької альпіністки Ганнелоре Шмац, яка загинула п'ятьма роками раніше.
Під час пошуку останків Джорджа Меллорі у «водозбірному басейні» неподалік від піку в 1999 р., пошуковці знайшли в снігу тіла багатьох людей, включно з тілом Меллорі.
18 квітня 2014 р. 16 шерпів загинули внаслідок сходження лавини неподалік від Базового табору. Крім того, багато альпіністів опинилося під снігом; частину їх було врятовано, але доля інших досі залишається невідомою.
25—26 квітня 2015 року, в розпал весняного сезону сходжень на Джомолунгму, в Непалі стався землетрус. Це викликало сходження сніжних лавин на схилах гори. Через ці лавини загинуло ще більше людей, ніж у 2014 році і це стало найбільшою трагедією за всю історію сходжень. 27 квітня журнал «National Geographic» повідомив про 24 загиблих на Джомолунгмі, з них 19 шерпів та 5 іноземців (двох американців, китайця, австралійця та японця). Серед загиблих був виконавчий директор компанії «Google» Деніел Фрединбург.

## Список

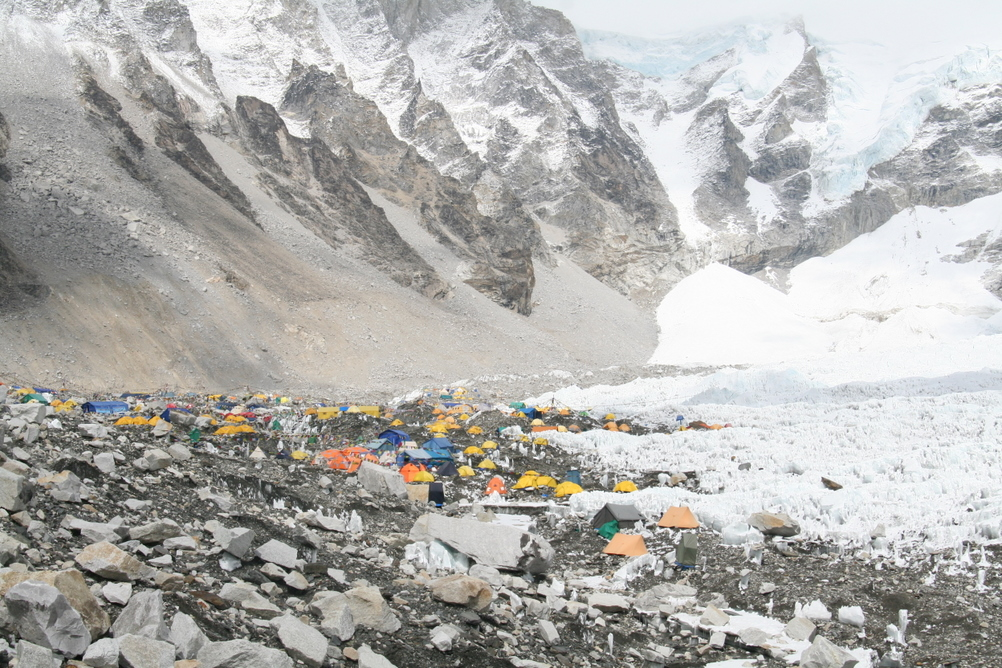
Базовий табір Евереста

| Ім'я                                        | Дата смерті             | Вік   | Назва експедиції                                                                                 | Громадянство         | Причина смерті                                                                              | Місце загибелі                                                        | Посилання                   |
| ------------------------------------------- | ----------------------- | ----- | ------------------------------------------------------------------------------------------------ | -------------------- | ------------------------------------------------------------------------------------------- | --------------------------------------------------------------------- | --------------------------- |
| Александр Мітчелл Каллас (Alexander Kellas) | 5 червня 1921 року      |       |                                                                                                  | Велика Британія      | Серцевий напад                                                                              | По дорозі в базовий табір біля тибетського села Кампа Дзонг           | [ 18 ]                      |
| Дорджє                                      | 7 червня 1922 р.        |       | Британська експедиція на Еверест (1922)                                                          | Індія                | Лавина                                                                                      | Нижче Північного сідла                                                | [ 5 ]                       |
| Тупак                                       | 7 червня 1922 р.        |       | Британська експедиція на Еверест (1922)                                                          | Індія                | Лавина                                                                                      | Нижче Північного сідла                                                | [ 5 ]                       |
| Норбу                                       | 7 червня 1922 р.        |       | Британська експедиція на Еверест (1922)                                                          | Індія                | Лавина                                                                                      | Нижче Північного сідла                                                | [ 5 ]                       |
| Пасанг                                      | 7 червня 1922 р.        |       | Британська експедиція на Еверест (1922)                                                          | Індія                | Лавина                                                                                      | Нижче Північного сідла                                                | [ 5 ]                       |
| Пема                                        | 7 червня 1922 р.        |       | Британська експедиція на Еверест (1922)                                                          | Індія                | Лавина                                                                                      | Нижче Північного сідла                                                | [ 5 ]                       |
| Санге                                       | 7 червня 1922 р.        |       | Британська експедиція на Еверест (1922)                                                          | Індія                | Лавина                                                                                      | Нижче Північного сідла                                                | [ 5 ]                       |
| Темба                                       | 7 червня 1922 р.        |       | Британська експедиція на Еверест (1922)                                                          | Індія                | Лавина                                                                                      | Нижче Північного сідла                                                | [ 5 ]                       |
| Ман Бахадур                                 | 13 травня 1924 р.       |       | Британська експедиція на Еверест 1924 року                                                       | Непал                | Пневмонія                                                                                   | Вище льодовика Ронгбук                                                | [ 5 ] [ 19 ]                |
| Молодший капрал Шамшерпун                   | 17 травня 1924 р.       |       | Британська експедиція на Еверест 1924 року                                                       | Непал                | Крововилив у мозок                                                                          | Више льодовика Ронгбук                                                | [ 5 ] [ 19 ]                |
| Ендрю Ірвайн                                | 9 червня 1924 р.        | 22    | Британська експедиція на Еверест 1924 року                                                       | Велика Британія      | Згинув безвісти; тіло не було знайдено; причини смерті невідомі                             | Пічнічно-Східний гребінь                                              | [ 5 ]                       |
| Джордж Меллорі                              | 9 червня 1924 р.        | 37    | Британська експедиція на Еверест 1924 року                                                       | Велика Британія      | Згинув безвісти; тіло було знайдено в 1999 р.; за свідченням, причиною смерті було падіння. | Пічнічно-Східний гребінь                                              | [ 5 ]                       |
| Моріс Вілсон                                | 31 травня 1934 р.       | 36    | Одиночне сходження                                                                               | Велика Британія      | Виснаження і переохолодження                                                                | Східна частина льодовика Ронгбук                                      | [ 20 ]                      |
| Дроьє Мінгма                                | 31 жовтня 1952 р.       |       | Швейцарська експедиція                                                                           | Непал                | Обвал льоду                                                                                 | Схил Лходзе                                                           | [ 21 ]                      |
| Ванг Джи                                    | 11 квітня 1960 р.       |       | Китайська експедиція на північний схил                                                           | КНР                  | Висотна хвороба                                                                             |                                                                       | [ 22 ] [ 23 ]               |
| Шао Ши-Чинг                                 | 29 квітня 1960 р.       |       | Китайська експедиція на північний схил                                                           | КНР                  |                                                                                             | Північно-Східний гребінь                                              | [ 22 ] [ 23 ]               |
| Наванг Цхеринг                              | 28 квітня 1962 р.       |       | Китайська експедиція на північний схил                                                           | Непал                |                                                                                             | Стіна Лхоцзе                                                          | [ 24 ]                      |
| Джейк Брейтенбах                            | 23 березня 1963 р.      |       | Американська експедиція на Еверест Нормана Діренфурта (Norman Dyhrenfurth)                       | США                  | Обвал сераків                                                                               | Льодопад Кхумбу                                                       | [ 25 ] [ 26 ] [ 27 ]        |
| Ма Гао-Шу                                   | 1 травня 1966 р.        |       | Китайська експедиція на Еверест                                                                  | КНР                  | Падіння                                                                                     | Льодопад Кхумбу                                                       | [ 23 ] [ 28 ]               |
| Фу Дор'є                                    | 18 жовтня 1969 р.       |       | Японська експедиція на Еверест                                                                   | Непал                | Падіння в розколину                                                                         | Льодопад Кхумбу                                                       | [ 29 ]                      |
| Німа Дор'є                                  | 5 квітня 1970 р.        |       | Японська гірськолижна експедиція                                                                 | Непал                | Лавина                                                                                      | Льодопад Кхумбу                                                       | [ 30 ]                      |
| Кунга Норбу                                 | 5 квітня 1970 р.        |       | Японська гірськолижна експедиція                                                                 | Непал                | Лавина                                                                                      |                                                                       | [ 30 ]                      |
| Міма Норбу                                  | 5 квітня 1970 р.        |       | Японська гірськолижна експедиція                                                                 | Непал                | Лавина                                                                                      | Льодопад Кхумбу                                                       | [ 30 ]                      |
| Пасанг                                      | 5 квітня 1970 р.        |       | Японська гірськолижна експедиція                                                                 | Непал                | Лавина                                                                                      | Льодопад Кхумбу                                                       | [ 30 ]                      |
| Камі Цхеринг                                | 5 квітня 1970 р.        |       | Японська гірськолижна експедиція                                                                 | Непал                | Лавина                                                                                      | Льодопад Кхумбу                                                       | [ 30 ]                      |
| К'як Цхеринг                                | 5 квітня 1970 р.        |       | Японська гірськолижна експедиція                                                                 | Непал                | Лавина                                                                                      | Льодопад Кхумбу                                                       | [ 30 ]                      |
| К'як Цхеринг                                | 9 квітня 1970 р.        | 36    | Японська гірськолижна експедиція                                                                 | Непал                | Лавина                                                                                      | Висота 5525 м                                                         | [ 31 ]                      |
| Кійоші Наріта                               | 21 квітня 1970 р.       |       | Японська гірськолижна експедиція                                                                 | Японія               | Серцевий напад                                                                              | Висота 6150 м                                                         | [ 32 ]                      |
| Харш Бахугуна                               | 18 квітня 1971 р.       |       | Міжнародна експедиція на Еверест 1971 року                                                       | Індія                | Застряг у розколині під час буревію                                                         | Висота 6900 м                                                         | [ 33 ]                      |
| Тоні Тайє                                   | 16 листопада 1972 р.    |       | Експедиція на Еверест                                                                            | Австралія            | Обвал сераків                                                                               | Льодопад Кхумбу                                                       | [ 34 ] [ 35 ]               |
| Джанбу                                      | 12 жовтня 1973 р.       |       |                                                                                                  | Непал                | Лавина                                                                                      | Північно-західний схил                                                | [ 36 ]                      |
| Дже́ральд Девуассокс                         | 9 вересня 1974 р.       |       | Французька експедиція на Еверест 1974 року                                                       | Франція              | Лавина                                                                                      | Висота 6400 м                                                         | [ 37 ]                      |
| Пемба Дор'є                                 | 9 вересня 1974 р.       |       | Французька експедиція на Еверест 1974 року                                                       | Непал                | Лавина                                                                                      | Висота 6400 м                                                         | [ 37 ]                      |
| Лхакпа                                      | 9 вересня 1974 р.       |       | Французька експедиція на Еверест 1974 року                                                       | Непал                | Лавина                                                                                      | Висота 6400 м                                                         | [ 37 ]                      |
| Наванг Лутук                                | 9 вересня 1974 р.       |       | Французька експедиція на Еверест 1974 року                                                       | Непал                | Лавина                                                                                      | Висота 6400 м                                                         | [ 37 ]                      |
| Німа Вангчу                                 | 9 вересня 1974 р.       |       | Французька експедиція на Еверест 1974 року                                                       | Непал                | Лавина                                                                                      | Висота 6400 м                                                         | [ 37 ]                      |
| Сану Вонгал                                 | 9 вересня 1974 р.       |       | Французька експедиція на Еверест 1974 року                                                       | Непал                | Лавина                                                                                      | Висота 6400 м                                                         | [ 37 ]                      |
| Ву Жуонг Юе                                 | 4 травня 1975 р.        |       |                                                                                                  | КНР                  | Виснаження, Падіння                                                                         | Висота 8500 м                                                         | [ 38 ]                      |
| Мік Берк                                    | 26 вересня 1975 р.      | 34    | Експедиція Кріса Бонінгтона (1975)                                                               | Велика Британія      |                                                                                             | Поблизу вершини                                                       | [ 39 ]                      |
| Террі Томпсон                               | 10 квітня 1976 р.       |       | Британсько-непальська армійська експедиція на Еверест                                            | Велика Британія      | Падіння в льодовикову розколину                                                             | Табір II                                                              | [ 40 ]                      |
| Дава Нуру                                   | 18 квітня 1978 р.       |       |                                                                                                  | Непал                | Падіння в льодовикову розколину                                                             | Льодопад Кхумбу                                                       | [ 33 ]                      |
| Ши Мінг-Джи                                 | 18 квітня 1978 р.       |       | Китайсько-іранська експедиція на Еверест                                                         | КНР                  | Падіння в льодовикову розколину                                                             | Льодопад Кхумбу                                                       | [ 28 ]                      |
| Анг Фу                                      | 16 травня 1979 р.       |       | Югославська експедиція на Еверест                                                                | Непал                | Падіння                                                                                     | Льодопад Кхумбу                                                       | [ 33 ]                      |
| Рей Дженет                                  | 2 жовтня 1979 р.        | 48    | Німецька експедиція на Еверест Герхальда Шматца                                                  | США                  | Переохолодження, виснаження                                                                 | Північно-Східний гребінь, висота 8400 м                               | [ 41 ]                      |
| Ганнелоре Шмац                              | 2 жовтня 1979 р.        | 39    | Німецька експедиція на Еверест Ґергарда Шматца                                                   | ФРН                  | Переохолодження, виснаження                                                                 | Північно-Східний гребінь, висота 8400 м                               | [ 41 ]                      |
| Ванг Хонг-Бао                               | 12 жовтня 1979 р.       |       | Розвідницька експедиція «Японського альпійського клубу»                                          | КНР                  | Лавина                                                                                      | Нижче Північного сідла                                                | [ 42 ]                      |
| Лоу Лан                                     | 12 жовтня 1979 р.       |       | Розвідницька експедиція «Японського альпійського клубу»                                          | КНР                  | Лавина                                                                                      | Нижче Північного сідла                                                | [ 42 ]                      |
| Німа Тхаксі                                 | 12 жовтня 1979 р.       |       | Розвідницька експедиція «Японського альпійського клубу»                                          | КНР                  | Лавина                                                                                      | Нижче Північного сідла                                                | [ 42 ]                      |
| Акіра Убе                                   | 2 травня 1980 р.        | 31    | Експедиція «Японського альпійського товариства»                                                  | Японія               | Лавина                                                                                      | Північний схил, висота 7900 м (Hornbein Couloir)                      | [ 43 ]                      |
| Наванг Керсанг                              | 6 вересня 1980 р.       |       | Італійська експедиція на Еверест                                                                 | Непал                | Падіння                                                                                     | Льодопад Кхумбу                                                       | [ 44 ]                      |
| Маріо Піана                                 | 22 вересня 1980 р.      |       | Італійська експедиція на Еверест                                                                 | Італія               | Падіння серакі                                                                              | Схил Лходзе                                                           | [ 45 ]                      |
| Нобору Такенака                             | 12 січня 1981 р.        | 28    | Японська зимова експедиція на Еверест                                                            | Японія               | Падіння                                                                                     | Долина мовчанки, висота 6900 м.                                       | [ 46 ]                      |
| Марті Хой                                   | 15 травня 1982 р.       | 30    | Американська експедиція Віттакера (Whittaker)                                                    | США                  | Падіння                                                                                     | Висота 8000 м                                                         | [ 47 ]                      |
| Пітер Бордман                               | 17 травня 1982 р.       | 31    | Британська експедиція на Еверест 1982 р.                                                         | Велика Британія      |                                                                                             | Висота 8200 м                                                         | [ 29 ] [ 48 ]               |
| Джо Таскер                                  | 17 травня 1982 р.       | 33    | Британська експедиція на Еверест 1982 р.                                                         | Велика Британія      |                                                                                             | Висота 8200 м                                                         | [ 48 ] [ 49 ]               |
| Анг Чулдім                                  | 31 серпня 1982 р.       | 20    | Канадська експедиція на Еверест Білла Марча (Bill March)                                         | Непал                | Лавина                                                                                      | Льодопад Кхумбу                                                       | [ 50 ]                      |
| Дава Дор'є                                  | 31 серпня 1982 р.       | 42    | Канадська експедиція на Еверест Білла Марча (Bill March)                                         | Непал                | Лавина                                                                                      | Льодопад Кхумбу                                                       | [ 50 ]                      |
| Пасанг Сона                                 | 31 серпня 1982 р.       | 38    | Канадська експедиція на Еверест Білла Марча (Bill March)                                         | Непал                | Лавина                                                                                      | Льодопад Кхумбу                                                       | [ 50 ]                      |
| Блайр Гриффітс                              | 2 вересня 1982 р.       | 33    | Канадська експедиція на Еверест Білла Марча (Bill March)                                         | Канада               | Падіння сераку                                                                              | Льодопад Кхумбу                                                       | [ 51 ]                      |
| Лхакпа Цхеринг                              | 27 вересня 1982 р.      |       | Іспанська експедиція на Еверест                                                                  | Непал                | Внутрішня кровотеча                                                                         | Висота 6770 м                                                         | [ 38 ]                      |
| Німа Дор'є                                  | 14 жовтня 1982 р.       |       | Іспанська експедиція на Еверест                                                                  | Непал                | Падіння                                                                                     | Висота 8300 м, Західний гребінь                                       | [ 52 ]                      |
| Ясуо Като                                   | 28 грудня 1982 р.       | 33    | Японська експедиція на Еверест 1982 р.                                                           | Японія               | Згинув безвісти; тіло не знайдено; причини смерті невідомі                                  | Поблизу вершини                                                       | [ 29 ] [ 49 ]               |
| Тошиакі Кобяші                              | 28 грудня 1982 р.       |       | Японська експедиція на Еверест 1982 року                                                         | Японія               | Згинув безвісти; тіло не знайдено; причини смерті невідомі                                  | Поблизу вершини                                                       | [ 49 ]                      |
| Хіронобу Камуро                             | 8 жовтня 1983 р.        |       | Японська експедиція на Еверест 1983 року                                                         | Японія               | Падіння                                                                                     | Поблизу вершини                                                       | [ 29 ]                      |
| Пасанг Темба                                | 8 жовтня 1983 р.        |       | Японська експедиція на Еверест 1983 року                                                         | Непал                | Падіння                                                                                     | Висота 8600 м, Північно-Східний гребінь                               | [ 29 ] [ 38 ]               |
| Хіроші Йошино                               | 9 жовтня 1983 р.        |       | Японська експедиція на Еверест 1983 року                                                         | Японія               | Падіння                                                                                     | Поблизу вершини                                                       | [ 29 ]                      |
| Анг Рінжи                                   | 26 березня 1984 р.      |       | Індійська експедиція на Еверест                                                                  | Непал                | Лавина                                                                                      | Льодопад Кхумбу                                                       | [ 38 ]                      |
| Тоні Свієрзі                                | 3 квітня 1984 р.        | 27    | Британська експедиція на Північну стіну Евереста Майкла Лейна (Micheal Lane)                     | Велика Британія      | Лавина                                                                                      | Висота 6238 м                                                         | [ 53 ]                      |
| Христо Іванов Проданов                      | 21 квітня 1984 р.       | 40    | Болгарська експедиція на Західну стіну Евереста                                                  | Болгарія             | Згинув безвісти; тіло не знайдено; причини смерті невідомі                                  | Висота 8500 м, Західний гребінь                                       | [ 29 ]                      |
| Фред Фром                                   | 9 жовтня 1984 р.        | 28    | Австралійсько-новозеландська експедиція на Еверест                                               | Австралія            | Падіння                                                                                     | Висота 8000 м                                                         | [ 54 ]                      |
| Крейг Ноттл                                 | 9 жовтня 1984 р.        | 23    | Австралійсько-новозеландська експедиція на Еверест                                               | Австралія            | Падіння                                                                                     | Висота 8000 м                                                         | [ 54 ]                      |
| Джозеф Псотка                               | 16 жовтня 1984 р.       | 50    | Австралійсько-новозеландська експедиція на Еверест                                               | Чехословаччина       | Падіння                                                                                     | Пиоблизу вершин                                                       | [ 29 ]                      |
| Анг Дорьє                                   | 24 жовтня 1984 р.       | 35    | Експедиція для доставки тіла Ганнелоре Шмац                                                      | Непал                | Падіння                                                                                     | Висота 8400 м, Північно-Східний гребінь                               | [ 13 ]                      |
| Йогендра Бахадур Тхапа                      | 24 жовтня 1984 р.       | 36    | Експедиція для доставки тіла Ганнелоре Шмац                                                      | Непал                | Падіння                                                                                     | Висота 8400 м, Північно-Східний гребінь                               | [ 13 ]                      |
| Хуаньйо Наварро                             | 12 травня 1985 р.       |       | Баскська експедиція на Еверест                                                                   | Іспанія              | Падіння                                                                                     | Висота 7300 м                                                         | [ 55 ]                      |
| Шинічи Ішиї                                 | 19 вересня 1985 р.      |       | Японська експедиція на Еверест 1985 р.                                                           | Японія               | Лавина                                                                                      |                                                                       | [ 55 ]                      |
| Кіран Індер Кумар                           | 7 жовтня 1985 р.        | 40    | Індійська експедиція на Еверест 1985 р.                                                          | Індія                | Падіння                                                                                     | Висота 7986 м                                                         | [ 56 ]                      |
| Джай Бахугана                               | 11 жовтня 1985 р.       |       | Індійська експедиція на Еверест 1985 р.                                                          | Індія                | Переохолодження                                                                             | Південне сідло                                                        | [ 57 ]                      |
| Ранджеєт Сінгх Бакши                        | 11 жовтня 1985 р.       |       | Індійська експедиція на Еверест 1985 р.                                                          | Індія                | Переохолодження                                                                             | Південне сідло                                                        | [ 57 ]                      |
| Віджай Пал Сінгх Негі                       | 11 жовтня 1985 р.       | 28    | Індійська експедиція на Еверест 1985 р.                                                          | Індія                | Переохолодження                                                                             | Південне сідло                                                        | [ 56 ] [ 57 ]               |
| М. У. Бхаскар Рао Рао                       | 11 жовтня 1985 р.       |       | Індійська експедиція на Еверест 1985 р.                                                          | Індія                | Переохолодження                                                                             | Південне сідло                                                        | [ 57 ]                      |
| Віктор Г'юґо Труджилло                      | 16 серпня 1986 р.       | 22    |                                                                                                  | Чилі                 | Лавина                                                                                      | Нижче Північного сідла                                                | [ 58 ]                      |
| Симон Бургардт                              | 28 вересня 1986 р.      | 52    | Спортивна експедиція Урса Ейселіна                                                               | Швейцарія            | Лавина                                                                                      | Висота 7315 м                                                         | [ 59 ]                      |
| Гялу                                        | 4 жовтня 1986 р.        |       | Спортивна експедиція Урса Ейселіна                                                               | Непал                | Обвал сераку                                                                                | Льодопад Кхумбу                                                       | [ 59 ]                      |
| Дава Норбу                                  | 17 жовтня 1986 р.       |       | Спортивна експедиція Урса Ейселіна                                                               | Непал                | Лавина                                                                                      | Нижче Північного сідла                                                | [ 29 ]                      |
| Цуттин Дор'є                                | 30 січня 1987 р.        |       |                                                                                                  | Непал                | Падіння                                                                                     | Висота 7700 м                                                         | [ 60 ]                      |
| Роджер Маршалл                              | 21 травня 1987 р.       | 45    |                                                                                                  | Канада               |                                                                                             | Кулуар Горнбейна, поблизу вершини                                     | [ 61 ]                      |
| Масао Йокояма                               | 2 вересня 1987 р.       | 44    | Японська експедиція на Еверест 1987 р.                                                           | Японія               | Утопився                                                                                    | Східний Ронгбук                                                       | [ 62 ] [ 63 ] [ 64 ]        |
| Мангал Сінгх                                | 20 жовтня 1987 р.       |       | Британська експедиція на Еверест 1987 р.                                                         | Непал                | Лавина                                                                                      | Базовий табір                                                         | [ 38 ]                      |
| Хідетака Музукоші                           | 21 квітня 1988 р.       |       | Сходження до 35-річчя підкорення Евереста (учасники з Китаю, Японії і Непалу)                    | Японія               | Серцевий напад                                                                              | Базовий табір                                                         | [ 65 ]                      |
| Майкл Парментієр                            | 20 вересня 1988 р.      |       | Міжнародна експедиція на Еверест 1988 р.                                                         | Франція              | Переохолодження                                                                             | Висота 7700 м                                                         | [ 55 ]                      |
| Нараян Шрестха                              | 21 вересня 1988 р.      |       |                                                                                                  | Непал                | Лавина                                                                                      | Висота 7200 м                                                         | [ 66 ]                      |
| Лхакпа Сонам                                | 13 жовтня 1988 р.       |       |                                                                                                  | Непал                | Падіння                                                                                     | Висота 8200 м                                                         | [ 29 ]                      |
| Пасанг Темба                                | 13 жовтня 1988 р.       |       |                                                                                                  | Непал                | Падіння                                                                                     | Висота 8200 м                                                         | [ 29 ]                      |
| Душа́н Беци́к                                 | 17 жовтня 1988 р.       | 34    | Експедиція Братислави IAMES                                                                      | Чехословаччина       | Згинув безвісти; тіло не було знайдено; причини смерті невідомі                             | Висота 8000 м, Північно-Східний гребінь                               | [ 67 ]                      |
| Петр Божик                                  | 17 жовтня 1988 р.       | 34    | Експедиція Братислави IAMES                                                                      | Чехословаччина       | Згинув безвісти; тіло не було знайдено; причини смерті невідомі                             | Висота 8000 м, Північно-Східний гребінь                               | [ 67 ]                      |
| Ярослав Яшко                                | 17 жовтня 1988 р.       | 26    | Експедиція Братислави IAMES                                                                      | Чехословаччина       | Згинув безвісти; тіло не було знайдено; причини смерті невідомі                             | Висота 8000 м, Північно-Східний гребінь                               | [ 67 ]                      |
| Йозеф Юст                                   | 17 жовтня 1988 р.       | 33    | Експедиція Братислави IAMES                                                                      | Чехословаччина       | Згинув безвісти; тіло не було знайдено; причини смерті невідомі                             | Висота 8000 м, Північно-Східний гребінь                               | [ 29 ]                      |
| Анг Лхакпа                                  | 23 грудня 1988 р.       |       |                                                                                                  | Непал                | Тромбоз судин головного мозку                                                               | Південне сідло                                                        | [ 29 ]                      |
| Димітар Ільєвський-Мурато                   | 10 березня 1989 р.      |       |                                                                                                  | Югославія            | Падіння                                                                                     | При спуску по маршруту через Південне сідло                           | [ 29 ]                      |
| Фу Дор'є                                    | 16 травня 1989 р.       |       |                                                                                                  | Непал                | Падіння                                                                                     | При спуску по маршруту через Південне сідло                           | [ 29 ]                      |
| Мирослав Дасал                              | 27 травня 1989 р.       | 26    | Експедиція під польським керівництвом, в якій було 4 альпіністи зі США                           | Польща               | Лавина                                                                                      | Висота 7200 м, Західний гребінь                                       | [ 68 ]                      |
| Мирослав Гарджилевські                      | 27 травня 1989 р.       | 35    | Експедиція під польським керівництвом, в якій було 4 альпіністи зі США                           | Польща               | Лавина                                                                                      | Висота 7200 м, Західний гребінь                                       | [ 68 ]                      |
| Анджей Хейнрич                              | 27 травня 1989 р.       | 51    | Експедиція під польським керівництвом, в якій було 4 альпіністи зі США                           | Польща               | Лавина                                                                                      | Висота 7200 м, Західний гребінь                                       | [ 68 ]                      |
| Вацлав Отремба                              | 27 травня 1989 р.       | 50    | Експедиція під польським керівництвом, в якій було 4 альпіністи зі США                           | Польща               | Лавина                                                                                      | Висота 7200 м, Західний гребінь                                       | [ 68 ]                      |
| Евґеніуш Хробак                             | 28 травня 1989 р.       | 30    | Експедиція під польським керівництвом, в якій було 4 альпіністи з США                            | Польща               | Лавина                                                                                      | Табір Лхола                                                           | [ 29 ] [ 68 ]               |
| Анг Піньйо                                  | 12 грудня 1989 р.       |       | Південнокорейська експедиція на Еверест                                                          | Непал                | Висотна хвороба                                                                             |                                                                       | [ 28 ]                      |
| Рафаель Гомез-Менор                         | 14(12) вересня 1990 р.  |       |                                                                                                  | Іспанія              | Лавина                                                                                      |                                                                       | [ 69 ]                      |
| Анг Сона                                    | 14(12) вересня 1990 р.  |       |                                                                                                  | Непал                | Лавина                                                                                      |                                                                       | [ 69 ]                      |
| Бадрі Натх                                  | 14 (12) вересня 1990 р. |       |                                                                                                  | Непал                | Лавина                                                                                      |                                                                       | [ 69 ]                      |
| Хам Санг-Хун                                | 7 жовтня 1990 р.        |       | Японсько-корейська експедиція на Еверест                                                         | Південна Корея       | Згинув безвісти; тіло не знайдено; причини смерті невідомі                                  |                                                                       | [ 70 ]                      |
| Рудігер Ланг                                | 3 травня 1991 р.        |       | Австралійська одиночна експедиція                                                                | ФРН                  | Переохолодження                                                                             | Висота 7850 м, Північно-Східний гребінь                               | [ 38 ] [ 71 ]               |
| Юнічі Футагамі                              | 27 травня 1991 р.       |       | Австралійська одиночна експедиція                                                                | Японія               | Падіння                                                                                     | Висота 8700 м, Північно-Східний гребінь                               | [ 28 ]                      |
| Деєпак Кулкарні                             | 2 травня 1992 р.        |       | Індійська експедиція на Еверест 1992 р.                                                          | Індія                | Переохолодження                                                                             |                                                                       | [ 28 ]                      |
| Раймонд Джейкоб                             | 2 травня 1992 р.        |       | Індійська експедиція на Еверест 1992 р.                                                          | Індія                | Переохолодження                                                                             |                                                                       | [ 28 ]                      |
| Субба Сінгх                                 | 11 травня 1992 р.       | 43    |                                                                                                  | Непал                | Серцевий напад                                                                              |                                                                       | [ 72 ]                      |
| Шер Сінгх                                   | 23 травня 1992 р.       |       | Індійська експедиція на Еверест 1992 р.                                                          | Індія                | Падіння                                                                                     | Льодопад Кхумбу                                                       | [ 28 ]                      |
| Манабу Хоші                                 | 23 травня 1992 р.       |       | Японська експедиція                                                                              | Японія               | Згинув безвісти; тіло не знайдено; причини смерті невідомі                                  | Висота 8350 м, північний схід                                         | [ 73 ]                      |
| Анг Цхеринг                                 | 15 січня 1993 р.        |       | Іспанська експедиція на Еверест 1993 р.                                                          | Непал                | Падіння                                                                                     |                                                                       | [ 28 ]                      |
| Пасанг Лхаму Шерпа                          | 23 квітня 1993 р.       | 32    | Непальська експедиція на Еверест 1993 р.                                                         | Непал                | Згинув безвісти; тіло не знайдено; причини смерті невідомі                                  | Висота 8750 м, Північно-Східний гребінь                               | [ 74 ]                      |
| Сонам Цхеринг                               | 23 квітня 1993 р.       |       | Непальська експедиція на Еверест 1993 р.                                                         | Непал                | Згинув безвісти; тіло не знайдено; причини смерті невідомі                                  | Висота 8750 м, Північно-Східний гребінь                               | [ 74 ]                      |
| Лобсанг Цхеринг Бхуттіа                     | 10 травня 1993 р.       | 41    | 40-річний ювілей першосходження Тенцинга Норгея                                                  | Непал                | Падіння                                                                                     | Висота 8750 м, Північно-Східний гребінь                               | [ 75 ]                      |
| Нам Вон-Воо                                 | 16 травня 1993 р.       |       | Південнокорейська експедиція                                                                     | Південна Корея       | Падіння                                                                                     | Висота 8450 м, Північно-Східний гребінь                               | [ 28 ] [ 76 ]               |
| Ан Джин-Сеоб                                | 17 травня 1993 р.       |       | Південнокорейська експедиція                                                                     | Південна Корея       | Падіння                                                                                     | Висота 8450 м, Північно-Східний гребінь                               | [ 28 ] [ 76 ]               |
| Карл Хенайз                                 | 5 жовтня 1993 р.        | 66    | Американська експедиція на Еверест 1993 р.                                                       | США                  | Висотний набряк легень                                                                      | Висота 6400 м                                                         | [ 77 ]                      |
| Антоніо Міранда                             | 7 жовтня 1993 р.        |       |                                                                                                  | Іспанія              | Падіння                                                                                     |                                                                       | [ 78 ]                      |
| Прем Тхапа                                  | 6 квітня 1994 р.        |       | Німецька експедиція на Еверест 1994 р.                                                           | Непал                | Набряк мозку                                                                                |                                                                       | [ 28 ]                      |
| Ших Фанг-Фанг                               | 9 травня 1994 р.        | 27    | Тайванська експедиція на Еверест 1994 р.                                                         | Тайвань              | Набряк мозку                                                                                |                                                                       | [ 28 ]                      |
| Джузеппе Вігані-Фанг                        | 18 травня 1994 р.       |       | Італійська експедиція на Еверест 1994 р.                                                         | Італія               | Падіння                                                                                     |                                                                       | [ 28 ]                      |
| Майк Рейнбергер                             | 27 травня 1994 р.       | 53    | Австралійська експедиція на Еверест 1994 р.                                                      | Австралія            | Набряк мозку                                                                                | Висота 8500 м, північний схід                                         | [ 28 ]                      |
| Мінгма Норбу                                | 12 вересня 1994 р.      |       | Норвезька експедиція на Еверест 1994 р.                                                          | Непал                | Лавина                                                                                      |                                                                       | [ 28 ]                      |
| Камі Ріта                                   | 6 травня 1995 года      |       | Американська експедиція на Еверест 1995 р.                                                       | Непал                | Падіння                                                                                     |                                                                       | [ 28 ]                      |
| Лхакпа Нуру                                 | 10 вересня 1995 р.      |       | Південнокорейська експедиція на Еверест 1995 р.                                                  | Непал                |                                                                                             | Висота 6900 м                                                         | [ 28 ]                      |
| Зангбу                                      | 14 жовтня 1995 р.       |       | Південнокорейська експедиція на Еверест 1995 р.                                                  | Непал                | Падіння                                                                                     | Поблизу вершини                                                       | [ 28 ]                      |
| Чен Ю-Нан                                   | 9 травня 1996 р.        | 36    | Тайванська експедиція на Еверест «Макалу» Гау Мінг-Хо                                            | Тайвань              | Травми, викликані падінням                                                                  |                                                                       | [ 79 ]                      |
| Скотт Фішер                                 | 11 травня 1996 р.       | 40    | Експедиція «Гірське божевілля» (англ. Mountain Madness)                                          | США                  | Підозра на висотну хворобу                                                                  | Висота 8300 м, Північно-Східний гребінь                               | [ 55 ] [ 80 ]               |
| Роб Голл                                    | 11 травня 1996 р.       | 35    | Експедиція «Adventure Consultants»                                                               | Нова Зеландія        | Переохолодження                                                                             | Південна вершина                                                      | [ 55 ] [ 80 ]               |
| Даґ Гансен                                  | 11 травня 1996 р.       | 46    | Експедиція «Adventure Consultants»                                                               | США                  | Згинув безвісти; тіло не знайдено; причини смерті невідомі                                  | Південна вершина                                                      | [ 55 ] [ 80 ]               |
| Ендрю Гарріс                                | 11 травня 1996 р.       | 31    | Експедиція «Adventure Consultants»                                                               | Нова Зеландія        | Згинув безвісти; тіло не знайдено; причини смерті невідомі                                  | Висота 8700 м Північно-Східний гребінь                                | [ 55 ] [ 80 ]               |
| Дор'є Моруп                                 | 11 травня 1996 р.       | 47    | Індо-тибетська прикордонна поліція                                                               | Індія                | Переохолодження                                                                             | Висота 8600 м Північно-Східний гребінь                                | [ 55 ] [ 80 ]               |
| Ясуко Намба                                 | 11 травня 1996 р.       | 47    | Експедиція «Adventure Consultants»                                                               | Японія               | Переохолодження                                                                             | Південне сідло                                                        | [ 55 ] [ 80 ]               |
| Цеванг Палжор                               | 11 травня 1996 р.       | 28    | Індо-тибетська прикордонна поліція                                                               | Індія                | Переохолодження                                                                             | Висота 8600 м Північно-Східний гребінь                                | [ 55 ] [ 80 ]               |
| Цеванг Саманла                              | 11 травня 1996 р.       | 38    | Індо-тибетська прикордонна поліція                                                               | Індія                | Переохолодження                                                                             | Висота 8600 м Північно-Східний гребінь                                | [ 55 ] [ 80 ]               |
| Рейнхард Власич                             | 19 травня 1996 р.       |       | Австралійська експедиція на Еверест 1996 р.                                                      | Австрія              | Висотна хвороба                                                                             | Висота 8300 м, Північна стіна, Велика ущелина (англ. Great Couloir)   | [ 81 ]                      |
| Брюс Геррод                                 | 25 травня 1996 р.       | 37    | Спільна експедиція Великої Британії та ПАР                                                       | Велика Британія      | Негаразди з мотузкою                                                                        | Північно-Східний гребінь, Ступінь Гілларі (англ. Hillary Step)        | [ 82 ]                      |
| Нгванг Топче                                | 6 червня 1996 р.        |       | Американська експедиція на Еверест 1996 р.                                                       | Непал                | З 23 квітня 1996 р. був у комі, 6.06.96 помер у лікарні                                     | Табір II                                                              | [ 83 ]                      |
| Ів Бушон                                    | 25 вересня 1996 р.      |       | Французько-бельгійсько-швейцарська експедиція на Еверест                                         | Франція              | Лавина                                                                                      | Висота 7400 м, Стіна Лхоцзе                                           | [ 55 ] [ 84 ]               |
| Лобсанг Джангбу                             | 25 вересня 1996 р.      | 23-25 | Японська експедиція на Еверест 1996 р.                                                           | Непал                | Лавина                                                                                      | Висота 7400 м, Стіна Лхоцзе                                           | [ 55 ] [ 84 ]               |
| Дава                                        | 25 вересня 1996 р.      |       | Південнокорейська експедиція на Еверест 1996 р.                                                  | Непал                | Лавина                                                                                      | Висота 7400 м, Стіна Лхоцзе                                           | [ 55 ] [ 84 ]               |
| Малкольм Дафф                               | 23 квітня 1997 р.       |       | Британська експедиція на Еверест 1997 р.                                                         | Велика Британія      | Серцевий напад                                                                              | Базовий табір                                                         | [ 28 ]                      |
| Німа Ринзі                                  | 6 травня 1997 р.        |       | Малайзійська експедиція на Еверест 1997 р.                                                       | Велика Британія      | Падіння                                                                                     | Стіна Лхоцзе                                                          | [ 28 ]                      |
| Олександр Торочин                           | 7 травня 1997 р.        |       | Російська експедиція на Еверест 1997 р.                                                          | Росія                | Падіння                                                                                     | Північно-Східний гребінь                                              | [ 28 ] [ 85 ] [ 86 ] [ 87 ] |
| Іван Плотніков                              | 7 травня 1997 р.        |       | Російська експедиція на Еверест 1997 р.                                                          | Росія                | Згинув безвісти; тіло не знайдено; причини смерті невідомі                                  | Північно-Східний гребінь                                              | [ 28 ] [ 85 ] [ 86 ] [ 87 ] |
| Микола Шевченко                             | 7 травня 1997 р.        |       | Російська експедиція на Еверест 1997 р.                                                          | Росія                | Згинув безвісти; тіло не знайдено; причини смерті невідомі                                  | Північно-Східний гребінь                                              | [ 28 ] [ 85 ] [ 86 ] [ 87 ] |
| Мінгма                                      | 7 травня 1997 р.        |       | Російська експедиція на Еверест 1997 р.                                                          | Непал                | Падіння                                                                                     | Північно-Східний гребінь                                              | [ 85 ]                      |
| Петро Ковользик                             | 8 травня 1997 р.        |       | Польська експедиція на Еверест 1997 р.                                                           | ФРН                  | Згинув безвісти; тіло не знайдено; причини смерті невідомі                                  | Північно-Східний гребінь                                              | [ 88 ]                      |
| Тенцинг Нуру                                | 8 вересня 1997 р.       |       | Американська експедиція на Еверест 1997 р.                                                       | Непал                | Згинув безвісти; тіло не знайдено; причини смерті невідомі                                  | Північно-Східний гребінь                                              | [ 89 ]                      |
| Чой Бьонг-Соо                               | 8 вересня 1997 р.       |       | Південнокорейська експедиція на Еверест 1997 р.                                                  | Південна Корея       | Лавина                                                                                      | Схил Північного сідла                                                 | [ 28 ]                      |
| Сергій Арсентьєв                            | 23 травня 1998 р.       |       | Російсько-французька експедиція на Еверест 1998 р.                                               | Росія                | Падіння                                                                                     | Північно-Східний гребінь                                              | [ 10 ] [ 86 ]               |
| Френсіс Арсентьєв                           | 24 травня 1998 р.       | 40    | Російсько-французька експедиція на Еверест 1998 р.                                               | США                  | Переохолодження, відморожування                                                             | Північно-Східний гребінь                                              | [ 10 ] [ 11 ] [ 86 ]        |
| Марк Дженнінгс                              | 25 травня 1998 р.       |       | Британська експедиція на Еверест 1998 р.                                                         | Велика Британія      | Виснаження                                                                                  | Північно-Східний гребінь                                              | [ 28 ]                      |
| Роджер Бьюїк                                | 26 травня 1998 р.       |       | Новозеландська експедиція на Еверест 1998 р.                                                     | Нова Зеландія        | Виснаження                                                                                  | Північно-Східний гребінь                                              | [ 28 ]                      |
| Василь Копитко                              | 8 травня 1999 р.        |       | Українська експедиція на Еверест 1999 р.                                                         | Україна              |                                                                                             | Північно-Східний гребінь                                              | [ 28 ] [ 90 ]               |
| Майкл Метьюс                                | 13 травня 1999 р.       | 23    | Міжнародна експедиція на Еверест 1999 р.                                                         | Велика Британія      |                                                                                             | Північно-Східний гребінь                                              | [ 91 ]                      |
| Тадеуш Кудельські                           | 18 травня 1999 р.       | 44    | Польсько-міжнародна експедиція на Еверест 1999 р.                                                | Польща               | Падіння                                                                                     | Північно-Східний гребінь                                              | [ 92 ]                      |
| Паскаль Дебрувер                            | 18 травня 1999 р.       |       | Бельгійсько-міжнародна експедиція на Еверест 1999 р.                                             | Бельгія              | Переохолодження                                                                             | Північно-Східний гребінь                                              | [ 92 ]                      |
| Джеппе Штольц                               | 20 травня 2000 р.       | 27    |                                                                                                  | ФРН                  | Падіння                                                                                     | Північно-Східний гребінь                                              | [ 28 ]                      |
| Ян Ген-Хуа                                  | 21 травня 2000 р.       |       | Китайська експедиція на Еверест 2000 р.                                                          | КНР                  | Падіння                                                                                     | Північно-Східний гребінь                                              | [ 28 ]                      |
| Бабу Чірі Шерпа                             | 29 квітня 2001 р.       | 35    | Непальська експедиція на Еверест 2001 р.                                                         | Непал                | Падіння                                                                                     | Північно-Східний гребінь                                              | [ 7 ]                       |
| Петро Ганнер                                | 23 травня 2001 р.       |       | Австрійська експедиція на Еверест 2001 р.                                                        | Австрія              | Падіння                                                                                     | Висота 8500 м, Північно-Східний гребінь                               | [ 93 ]                      |
| Марк Аурихт                                 | 24 травня 2001 р.       |       | Австралійська експедиція на Еверест 2001 р.                                                      | Австралія            | Набряк головного мозку                                                                      | Північно-Східний гребінь                                              | [ 94 ]                      |
| Олексій Никифоров                           | 24 травня 2001 р.       |       | Російська експедиція на Еверест 2001 р.                                                          | Росія                | Захворювання                                                                                | Північно-Східний гребінь                                              | [ 95 ]                      |
| Ша́ндор Га́рдос                               | 17 жовтня 2001 р.       |       | Угорська експедиція на Еверест 2001 р.                                                           | Угорщина             | Падіння                                                                                     | Висота 7800 м, Північно-Східний гребінь                               | [ 28 ]                      |
| Пітер Легат                                 | 30 квітня 2002 р.       | 38    | Британсько-міжнародна експедиція на Еверест 2002 р.                                              | Велика Британія      | Падіння в розщелину у льодовику                                                             | Нижче Табору III                                                      | [ 96 ]                      |
| Зоран Мілетич                               | 19 травня 2002 р.       |       | Російсько-міжнародна експедиція на Еверест 2002 р.                                               | Сербія та Чорногорія |                                                                                             | Висота 7800 м, Північно-Східний гребінь                               | [ 28 ]                      |
| Марко Сиффреді                              | 8 вересня 2002 р.       | 23    | Міжнародна експедиція на Еверест 2002 р.                                                         | Франція              | Нещасний випадок на сноуборді                                                               | Кулуар Горнбейн                                                       | [ 97 ]                      |
| Бхім Бахадур Гурунг                         | 27 травня 2003 р.       |       | Індо-непальська експедиція на Еверест 2003 р.                                                    | Непал                | Падіння у розщелину льодовика                                                               | Висота 5900 м, Льодопад Кхумбу                                        | [ 28 ]                      |
| Ян Кшиштоф Лічевскі                         | 25 травня 2003 р.       | 55    | Самостійна мандрівка                                                                             | Польща               | Падіння                                                                                     | Висота 7900 м, Північно-Східний гребінь                               | [ 28 ]                      |
| Арнод Сольньє                               | 8 травня 2003 р.        |       | Французька експедиція на Еверест 2003 р.                                                         | Франція              | Помер у наметі від хвороби                                                                  | Висота 5500 м, Північно-Східний гребінь                               | [ 28 ]                      |
| Карма Гялзен Шерпа                          | 18 травня 2004 р.       |       | Міжнародна експедиція на Еверест 2003 р.                                                         | Непал                | Висотна хвороба                                                                             | Висота 6000 м, Північно-Східний гребінь                               | [ 28 ]                      |
| Джун-Хо Баєк                                | 18 травня 2004 р.       | 38    | Південно-корейська експедиція на Еверест 2004 р.                                                 | Південна Корея       | Переохолодження                                                                             | Висота 8500 м, Північно-Східний гребінь                               | [ 28 ] [ 98 ]               |
| Мін Янг                                     | 18 травня 2004 р.       | 28    | Південно-корейська експедиція на Еверест 2004 р.                                                 | Південна Корея       | Переохолодження                                                                             | Висота 8500 м, Північно-Східний гребінь                               | [ 28 ] [ 98 ]               |
| Му-Таєк Парк                                | 18 травня 2004 р.       | 36    | Південно-корейська експедиція на Еверест 2004 р.                                                 | Південна Корея       | Переохолодження                                                                             | Висота 8500 м, Північно-Східний гребінь                               | [ 28 ] [ 98 ]               |
| Нільс Антезана                              | 18 травня 2004 р.       | 69    | Міжнародна експедиція на Еверест 2004 р.                                                         | США                  | Переохолодження                                                                             | Висота 8600 м, Північно-Східний гребінь                               | [ 99 ]                      |
| Христо Ганчев Христов                       | 20 травня 2004 р.       | 27    | Болгарська експедиція на Еверест 2004 р.                                                         | Болгарія             | Переохолодження                                                                             | Висота 8600 м, Північно-Східний гребінь                               | [ 28 ]                      |
| Шоко Ота                                    | 20 травня 2004 р.       | 63    | Японська експедиція на Еверест 2004 р.                                                           | Японія               | Переохолодження                                                                             | Висота 8600 м, Північно-Східний гребінь                               | [ 100 ]                     |
| Мар'яна Проданова Масларова                 | 23 травня 2004 р.       | 43    | Болгарська експедиція на Еверест 2004 р.                                                         | Болгарія             | Переохолодження                                                                             | Висота 8700 м, Північно-Східний гребінь                               | [ 28 ]                      |
| Шон Еган                                    | 28 квітня 2005 р.       | 63    | Експедиція Тіма Редпата (Tim Redpath)                                                            | Канада               | Серцевий напад                                                                              | Висота 4600 м (?), Північно-Східний гребінь                           | [ 101 ]                     |
| Майкл Корі О'Брайєн                         | 2 травня 2005           | 39    | Благодійний пробіг разом з братом                                                                | США                  | Падіння в розщелину льодовика                                                               | Висота 5800 м, південна частина Льодопада Кхумбу                      | [ 102 ]                     |
| Марко Ліхтенекер                            | 21 травня 2005 р.       | 45    |                                                                                                  | Словенія             |                                                                                             | Висота 8600 м, Північно-Східний гребінь                               | [ 28 ]                      |
| Сіригерешива Шанкараппа Чайтанья            | 30 травня 2005 р.       |       | Індійська експедиція на Еверест 2005 р.                                                          | Індія                | Переохолодження                                                                             | Висота 8700 м, Північно-Східний гребінь                               | [ 28 ]                      |
| Дітер Крамер                                | 4 червня 2005 р.        |       | Німецька експедиція на Еверест 2005 р.                                                           | ФРН                  | Переохолодження                                                                             | Висота 8000 м, Північно-Східний гребінь                               | [ 28 ]                      |
| Роберт Вільям Майлн                         | 5 червня 2005 р.        | 49    |                                                                                                  | Велика Британія      | Отморожение внутренних органов                                                              | Висота 8200 м, Північно-Східний гребінь                               | [ 103 ]                     |
| Тук Бахадур Тхапа Магар Шерпа               | 7 квітня 2006 р.        |       | Американська експедиція на Еверест 2006 р.                                                       | Непал                | Висотна хвороба                                                                             | Висота 5500 м, Північно-Східний гребінь                               | [ 28 ]                      |
| Анг Финьйо Шерпа                            | 21 квітня 2006 р.       | 50    | Американська експедиція на Еверест 2006 р.                                                       | Непал                | Лавина                                                                                      | Висота 5500 м, Льодопад Кхумбу                                        | [ 104 ]                     |
| Лхакпа Цері                                 | 21 квітня 2006 р.       |       | Американська експедиція на Еверест 2006 р.                                                       | Непал                | Лавина                                                                                      | Висота 5900 м, Льодопад Кхумбу                                        | [ 104 ]                     |
| Дава Темба                                  | 21 квітня 2006 р.       |       | Американська експедиція на Еверест 2006 р.                                                       | Непал                | Лавина                                                                                      | Висота 5900 м, Льодопад Кхумбу                                        | [ 104 ]                     |
| Жак-Г'юґ Летранж                            | 6 травня 2006 р.        |       | Американська експедиція на Еверест 2006 р.                                                       | Франція              | Виснаження                                                                                  | Північно-Східний гребінь                                              | [ 28 ]                      |
| Шрикрішна                                   | 14 травня 2006 р.       |       | Індійська експедиція на Еверест 2006 р.                                                          | Індія                | Падіння                                                                                     | Висота 8600 м, Північно-Східний гребінь                               | [ 28 ]                      |
| Девід Шарп                                  | 15 травня 2006 р.       | 34    | Азіатський перехід (англ. Asian Trekking)                                                        | Велика Британія      | Переохолодження                                                                             | Висота 8600 м, Північно-Східний гребінь                               | [ 105 ]                     |
| Томас Олссон                                | 16 травня 2006 р.       | 30    | Міжнародна експедиція на Еверест 2006 р.                                                         | Швеція               | Падіння                                                                                     | Висота 8700 м, Кулуар Нортона                                         | [ 28 ]                      |
| Вітор Негрете                               | 19 травня 2006 р.       | 38    | Міжнародна експедиція на Еверест 2006 р.                                                         | Бразилія             | Переохолодження                                                                             | Табір III, висота 8200 м, Північно-Східний гребінь                    | [ 106 ]                     |
| Ігор Плюшкін                                | 22 травня 2006 р.       |       | Міжнародна експедиція на Еверест 2006 р.                                                         | Росія                | Висотна хвороба                                                                             | Висота 7800 м, Північно-Східний гребінь                               | [ 28 ]                      |
| Томас Вебер                                 | 25 травня 2006 р.       |       | Міжнародна експедиція на Еверест 2006 р.                                                         | ФРН                  | Висотна хвороба                                                                             | Висота 8700 м, Північно-Східний гребінь                               | [ 107 ]                     |
| Йошитомі Окура                              | 16 травня 2007 р.       | 62    | Японська експедиція на Еверест 2007 р.                                                           | Японія               |                                                                                             | Північно-Східний гребінь                                              | [ 108 ]                     |
| Мауриціо П'єранжело                         | 17 травня 2007 р.       |       | Италійська експедиція на Еверест 2007 р.                                                         | Італія               |                                                                                             | Північно-Східний гребінь                                              | [ 28 ]                      |
| О Ні-Джун                                   | 17 травня 2007 р.       | 37    | Південнокорейська експедиція на Еверест 2007 р.                                                  | Південна Корея       |                                                                                             | Південно-Західна стіна                                                | [ 108 ]                     |
| Лі Ньюн-Джо                                 | 17 травня 2007 р.       | 34    | Південнокорейська експедиція на Еверест 2007 р.                                                  | Південна Корея       |                                                                                             | Південно-Західна стіна                                                | [ 108 ]                     |
| Уве Джанні Гольц                            | 21 травня 2008 р.       | 44    | Команда шерпів-документалістів                                                                   | Швейцарія            | Виснаження                                                                                  | Висота 8000 м, Південне сідло                                         | [ 109 ]                     |
| Лхакпа Нуру                                 | 7 травня 2009 р.        |       | Експедиція «Еко-Еверест»                                                                         | Непал                | Лавина                                                                                      | Льодопад Кхумбу                                                       | [ 110 ]                     |
| Веслав Хшащ                                 | 18 травня 2009 р.       |       | Експедиція «Еко-Еверест»                                                                         | Чехія                | Серцевий напад                                                                              |                                                                       | [ 111 ]                     |
| Венхонг Ву                                  | 19 травня 2009 р.       |       |                                                                                                  | КНР                  |                                                                                             |                                                                       | [ 111 ]                     |
| Френк Зібарт                                | 21 травня 2009 р.       | 29    |                                                                                                  | Канада               |                                                                                             | Висота 8700 м, Північна вершина                                       | [ 111 ] [ 112 ]             |
| Ласло Варконі                               | 26 квітня 2010 р.       | 54    |                                                                                                  | Угорщина             | Лавина, розщелина льодовика                                                                 | Північне сідло                                                        | [ 113 ]                     |
| Том Йоргенсен                               | 19 травня 2010 р.       | 56    |                                                                                                  | Данія                | Висотний набряк головного мозку                                                             |                                                                       | [ 114 ]                     |
| Пітер Кінлох                                | 26 травня 2010 р.       | 28    | Міжнародна експедиція на Еверест 2010 р.                                                         | Велика Британія      | Виснаження                                                                                  | Висота 8600 м                                                         | [ 115 ]                     |
| Рік Хітч                                    | 1 травня 2011 р.        | 55    | Міжнародна експедиція на Еверест 2010 р.                                                         | США                  | Серцевий напад                                                                              | Висота 7010 м                                                         | [ 116 ]                     |
| Шаїлендра Кумар Упадхьяя                    | 9 травня 2011 р.        | 82    | Непальська експедиція на Еверест 2011 р.                                                         | Непал                | Висотна хвороба                                                                             | Базовий табір                                                         | [ 117 ]                     |
| Такаші Озакі                                | 12 травня 2011 р.       |       | Міжнародна експедиція на Еверест 2011 р.                                                         | Японія               | Висотна хвороба                                                                             | Висота 8400 м, Балкон                                                 | [ 118 ]                     |
| Джон Делані                                 | 21 травня 2011 р.       | 42    | Міжнародна експедиція на Еверест 2011 р.                                                         | Ірландія             | Висотна хвороба                                                                             | Висота 8400 м, Балкон                                                 | [ 119 ]                     |
| Хіроакі Кіно                                | 15 вересня 2011 р.      | 48    |                                                                                                  | Японія               | Апоплексія мозку                                                                            | Нижня частина Льодопада Кхумбу                                        | [ 120 ] [ 121 ]             |
| Дава Тенцінг                                | 5 квітня 2012 р.        |       | Експедиція «Himex»                                                                               | Непал                | Інсульт                                                                                     | Льодопад Кхумбу                                                       | [ 122 ] [ 123 ]             |
| Карсанг Намгял Шерпа                        | 19 квітня 2012 р.       |       | Експедиція «Prestige Adventures»                                                                 | Непал                | Висотна хвороба                                                                             | Базовий табір                                                         | [ 123 ] [ 124 ]             |
| Рамеш Гульве                                | 20 квітня 2012 р.       | 33    | Команда міста Пуна                                                                               | Індія                | Інсульт                                                                                     | Базовий табір                                                         | [ 123 ] [ 125 ]             |
| Намг'ял Цхеринг Шерпа                       | 21 квітня 2012 р.       | 28    |                                                                                                  | Непал                | Падіння в розщелину льодовика                                                               | Табір I                                                               | [ 123 ] [ 126 ]             |
| Шрія Шах-Клорфайн                           | 19 травня 2012 р.       | 33    | Експедиція «Utmost Adventures»                                                                   | Канада               | Виснаження                                                                                  | Нижче Балкону, висота 8300 м                                          | [ 123 ] [ 127 ]             |
| Ебергард Шааф                               | 19 травня 2012 р.       | 61    | Експедиція «Азіатський похід» (англ. Asian Trekking)                                             | ФРН                  | Набряк головного мозку                                                                      | Ступінь Гілларі                                                       | [ 123 ] [ 127 ]             |
| Сонг Вон-Бін                                | 19 травня 2012 р.       | 44    | Корейська експедиція на Еверест та Лхоцзе 2012 р.                                                | Південна Корея       | Падіння                                                                                     | Балкон                                                                | [ 123 ] [ 127 ]             |
| Ха Веній                                    | 20 травня 2012 р.       | 55    | Експедиція «Гірський досвід» (англ. Mountain Experience)                                         | КНР                  | Підозра на висотну хворобу                                                                  | Балкон                                                                | [ 123 ] [ 128 ]             |
| Хуан Хосе́ Поло Карбайо                      | 20 травня 2012 р.       | 43    | Гімалайські гіди (англ. Himalayan Guides)                                                        | Іспанія              | Виснаження                                                                                  | Висота 8300 м, Північно-Східний гребінь                               | [ 123 ] [ 129 ]             |
| Ральф Д. Арнольд                            | 20 травня 2012 р.       | 43    | «Монтероса»                                                                                      | ФРН                  | Виснаження після перелому ноги на Другому Ступені                                           | Висота 8300 м, Північно-Східний гребінь                               | [ 123 ] [ 129 ]             |
| Мінгма Шерпа                                | 7 квітня 2013 р.        | 45    | Експедиція «Призначення: Гімалаї» (англ. Destination Himalaya)                                   | Непал                | Падіння в розщелину льодовика                                                               | Між Табором I и Табором II, Долина мовчання                           | [ 130 ]                     |
| ДаРіта Шерпа                                | 5 травня 2013 р.        | 37    | «Міжнародні гірські провідники» (англ. International Mountain Guides)                            | Непал                | Підозра на зупинку серця                                                                    | Табір III на південній стороні                                        | [ 131 ]                     |
| Сергій Пономарьов                           | 5 травня 2013 р.        |       | Експедиція «Клубу 7 вершин» на Еверест 2013 р.                                                   | Росія                | Підозра на зупинку серця                                                                    | 100 м вище Табору ABC на північній стороні (висота близько 6500 м)    | [ 132 ]                     |
| Лобсанг Щерпа                               | 7 травня 2013 р.        | 22    | Китайська експедиція на Еверест 2013 р.                                                          | Непал                | Падіння                                                                                     | Між Табором II і Табором III, на спусці від Табору IV (півд. сторона) | [ 133 ]                     |
| Олексій Болотов                             | 15 травня 2013 р.       | 50    | Російська експедиція на Південно-Західну Стіну Евереста (2013)                                   | Росія                | Падіння                                                                                     | Висота 5600 м, Льодопад Кхумбу                                        | [ 134 ] [ 135 ]             |
| Намгьял Шерпа                               | 17 травня 2013 р.       | 35    |                                                                                                  | Непал                |                                                                                             | Висота 8300 м, Північно-Східний гребінь                               | [ 136 ]                     |
| Сео Сунг-Хо                                 | 21 травня 2013 р.       | 33    | Експедиція «Від нуля до 8848» (англ. Zero to 8848 expedition)                                    | Південна Корея       | Підозра на висотну хворобу Suspected Altitude Sickness                                      | На спуску по південній стороні                                        | [ 137 ]                     |
| Саджай Халед (Мохаммед Халед Хуссейн)       | 21 травня, 2013         | 35    |                                                                                                  | Бангладеш            | Підозра на висотну хворобу                                                                  | Табір на Південному сідлі                                             | [ 137 ]                     |
| Мінгма Тенцінг Шерпа                        | 2 квітня 2014 р.        |       | «Peak Freaks Expedition»                                                                         | Непал                | Висотний набряк головного мозку                                                             | Базовий табір                                                         | [ 138 ]                     |
| Мінгма Нуру Шерпа                           | 18 квітня 2014 р.       | 46    | «Експедиція NBC на Еверест» (англ. NBC Everest Expedition)                                       | Непал                | Лавина-2014                                                                                 | Льодопад Кхумбу                                                       | [ 139 ] [ 140 ]             |
| Дорджі Шерпа                                | 18 квітня 2014 р.       |       | «Експедиція NBC на Еверест» (англ. NBC Everest Expedition)                                       | Непал                | Лавина-2014                                                                                 | Льодопад Кхумбу                                                       | [ 139 ] [ 140 ]             |
| Анг Цхирі Шерпа                             | 18 квітня 2014 р.       |       | «Експедиція AAI на Еверест (2014)» (англ. AAI Everest Expedition 2014)                           | Непал                | Лавина-2014                                                                                 | Льодопад Кхумбу                                                       | [ 139 ] [ 140 ]             |
| Німа Шерпа                                  | 18 квітня 2014 р.       |       | «Експедиція AAI на Еверест (2014)» (англ. AAI Everest Expedition 2014)                           | Непал                | Лавина-2014                                                                                 | Льодопад Кхумбу                                                       | [ 139 ] [ 140 ]             |
| Пхурба Онгьял Шерпа                         | 18 квітня 2014 р.       |       | «Експедиція AC на Еверест (2014)» (англ. AC Everest Expedition 2014)                             | Непал                | Лавина-2014                                                                                 | Льодопад Кхумбу                                                       | [ 139 ] [ 140 ]             |
| Лакпа Тенджинг Шерпа                        | 18 квітня 2014 р.       |       | «Експедиція AC на Еверест (2014)» (англ. AC Everest Expedition 2014)                             | Непал                | Лавина-2014                                                                                 | Льодопад Кхумбу                                                       | [ 139 ] [ 140 ]             |
| Чхирінг Онгчу Шерпа                         | 18 квітня 2014 р.       |       | «Експедиція AC на Еверест (2014)» (англ. AC Everest Expedition 2014)                             | Непал                | Лавина-2014                                                                                 | Льодопад Кхумбу                                                       | [ 139 ] [ 140 ]             |
| Дорьї Кхатрі                                | 18 квітня 2014 р.       |       | «Пригодницька експедиція на Еверест 2014 р.» (англ. Adventurist Everest Expedition 2014)         | Непал                | Лавина-2014                                                                                 | Льодопад Кхумбу                                                       | [ 139 ] [ 140 ]             |
| Тхен Дорьї Шерпа                            | 18 квітня 2014 р.       |       | «Пригодницька експедиція на Еверест 2014 р.» (англ. Adventurist Everest Expedition 2014)         | Непал                | Лавина-2014                                                                                 | Льодопад Кхумбу                                                       | [ 139 ] [ 140 ]             |
| Пхур Темба Шерпа                            | 18 квітня 2014 р.       |       | «Пригодницька експедиція на Еверест 2014 р.» (англ. Adventurist Everest Expedition 2014)         | Непал                | Лавина-2014                                                                                 | Льодопад Кхумбу                                                       | [ 139 ] [ 140 ]             |
| Пасанг Карма Шерпа                          | 18 квітня 2014 р.       |       | «Jagged Globe Everest Expedition 2014»                                                           | Непал                | Лавина-2014                                                                                 | Льодопад Кхумбу                                                       | [ 139 ] [ 140 ]             |
| Асман Таманг                                | 18 квітня 2014 р.       |       | Експедиція на Лхоцзе «Гімалайський екстаз-2014» (англ. Himalayan Ecstasy Lhotse Expedition 2014) | Непал                | Лавина-2014                                                                                 | Льодопад Кхумбу                                                       | [ 139 ] [ 140 ]             |
| Тенцінг Чоттар Шерпа                        | 18 квітня 2014 р.       |       | «Експедиція AAI на Еверест (2014)» (англ. AAI Everest Expedition 2014)                           | Непал                | Лавина-2014 (тіло поки не знайдено)                                                         | Льодопад Кхумбу                                                       | [ 139 ] [ 140 ]             |
| Анкаї Шерпа                                 | 18 квітня 2014 р.       |       | Експедиція на Еверест «Китайська мрія-2014» (англ. Everest Chinese Dream Expedition 2014)        | Непал                | Лавина-2014                                                                                 | Льодопад Кхумбу                                                       | [ 139 ] [ 140 ]             |
| ПемТеньї Шерпа                              | 18 квітня 2014 р.       |       | Експедиція на Еверест «Китайська мрія-2014» (англ. Everest Chinese Dream Expedition 2014)        | Непал                | Лавина-2014 (тіло поки не знайдено)                                                         | Льодопад Кхумбу                                                       | [ 139 ] [ 140 ]             |
| Ааш Бахадур Гурунг                          | 18 квітня 2014 р.       |       | Експедиція на Еверест «Китайська мрія-2014» (англ. Everest Chinese Dream Expedition 2014)        | Непал                | Лавина-2014 (тіло поки не знайдено)                                                         | Льодопад Кхумбу                                                       | [ 139 ] [ 140 ]             |